# پیو مارمای
پیو مارمای (فرانسوی: Pio Marmaï‎؛ زادهٔ ۱۳ ژوئیهٔ ۱۹۸۴) یک هنرپیشه اهل فرانسه است. وی از سال ۲۰۰۶ میلادی تاکنون مشغول فعالیت بوده‌است. 
از فیلم‌ها یا برنامه‌های تلویزیونی که وی در آن نقش داشته است می‌توان به دختری را بوسیدم، ظرافت اشاره کرد.